# Harry's Law
Harry's Law är en amerikansk TV-serie från 2011 skapad av David E. Kelley. I Sverige sändes serien på Kanal 9.

## Handling
Efter 32 år som en välbetald patentjurist inser Harriet "Harry" Korn hur tråkigt hennes jobb är och får till följd av detta sparken. På vägen hem från samma dag kommer dock Harrys liv att ta en ny vändning när den unge drogmissbrukaren Malcolm Davies försöker ta livet av sig genom att hoppa från ett hustak men landar istället på Harry och överlever därmed självmordsförsöket, Davies blir övertygad om att han föll på Harry av en anledning och bestämmer sig för att bli hennes vän. Men när Harry smått omtumlad lämnar sjukhuset efter att ha fått Davies på sig ska hon ytterligare en gång träffas av ödet, den här gången av den unge advokaten Adam Branch som kör på henne med sin bil efter att ha sagt upp sig från sitt gamla jobb sedan det tagit slut med hans flickvän. Tillsammans med Adam och Malcolm öppnar Harry en ny advokatfirma kallad "Harry's Law" i en förfallen skoaffär och börjar ta sig an klienter från de fattiga kvarteren, klienter som annars aldrig skulle ha fått en chans i ett rättssystem där allt präglas av vem som har mest pengar.

## Rollista (urval)
- Kathy Bates - Harriet "Harry" Korn
- Brittany Snow - Jenna Backstrom
- Nate Corddry - Adam Branch
- Aml Ameen - Malcolm Davies
- Christopher McDonald - Thomas "Tommy" Jefferson
- Jordana Spiro - Rachael Miller
- Paul McCrane - Josh "Puck" Payton